# Jimmy Hampson
James Hampson, detto Jimmy (Little Hulton, 23 marzo 1906 – Fleetwood, 10 gennaio 1938), è stato un calciatore britannico, di ruolo attaccante.

## Palmarès

### Club

#### Competizioni nazionali
- Second Division: 1

Blackpool: 1929-1930

### Individuale
- Capocannoniere della seconda divisione inglese: 2

1928-1929 (40 reti), 1929-1930 (45 reti)